# 율법주의
율법주의(Legalism 또는 nomism)는 기독교 신학에서 사용되는 용어로 율법을 지킴으로써 의롭게 될 수 있다는 사상을 말한다. 이것은 또한 율법을 지킴으로써 구원을 얻으려는 행위중심의 구원관을 의미한다. 율법주의는 기독교의 이신칭의에 반대되는 것으로 예수 그리스도께서 바리새인들의 이러한 형태를 강하게 비판하였다. 구원은 예수 그리스도를 믿음으로 말미암아 오는 것이지, 자신의 공로로 오는 것이 아니기 때문이다.
비록 율법은 하나님에 대한 사랑과 이웃에 대한 사랑을 발현하는 법이고 율법을 지키는 행위는 선한 행위라 할 수 있다. 그러나, 그렇다 할지라도 율법을 지킴으로써 죄가 사하여지지 않는다. 즉 율법을 지킴으로써 의롭게 될 수 없고 구원도 오지 않는다. 
하나님께서 이스라엘 백성들에게 율법을 제정해주신 이유는 그의 백성들이 율법을 지키면서 죄가 무엇인지를 그리고 자신이 죄인임을 깨달아 회개할 수 있도록 해주시기 위함이었다. 이를 이스라엘인들은 오만과 착각에 빠져 율법의 뜻인 하나님에 대한 사랑과 이웃에 대한 사랑은 외면하고 율법의 조문, 즉 계명에만 얽매여 이 조문(계명)의 자구(字句) 대로만 하면 의로와지고 구원을 얻을 것이라는 자가당착에 빠져버리고 말았다.
자신이 쌓은 공로로 많으면 구원 받을 것이라고 생각하는 사상도 일종의 율법주의라 할 수 있다.

## 같이 보기
- 무가 은총 신학